# Oskar von Hardegg

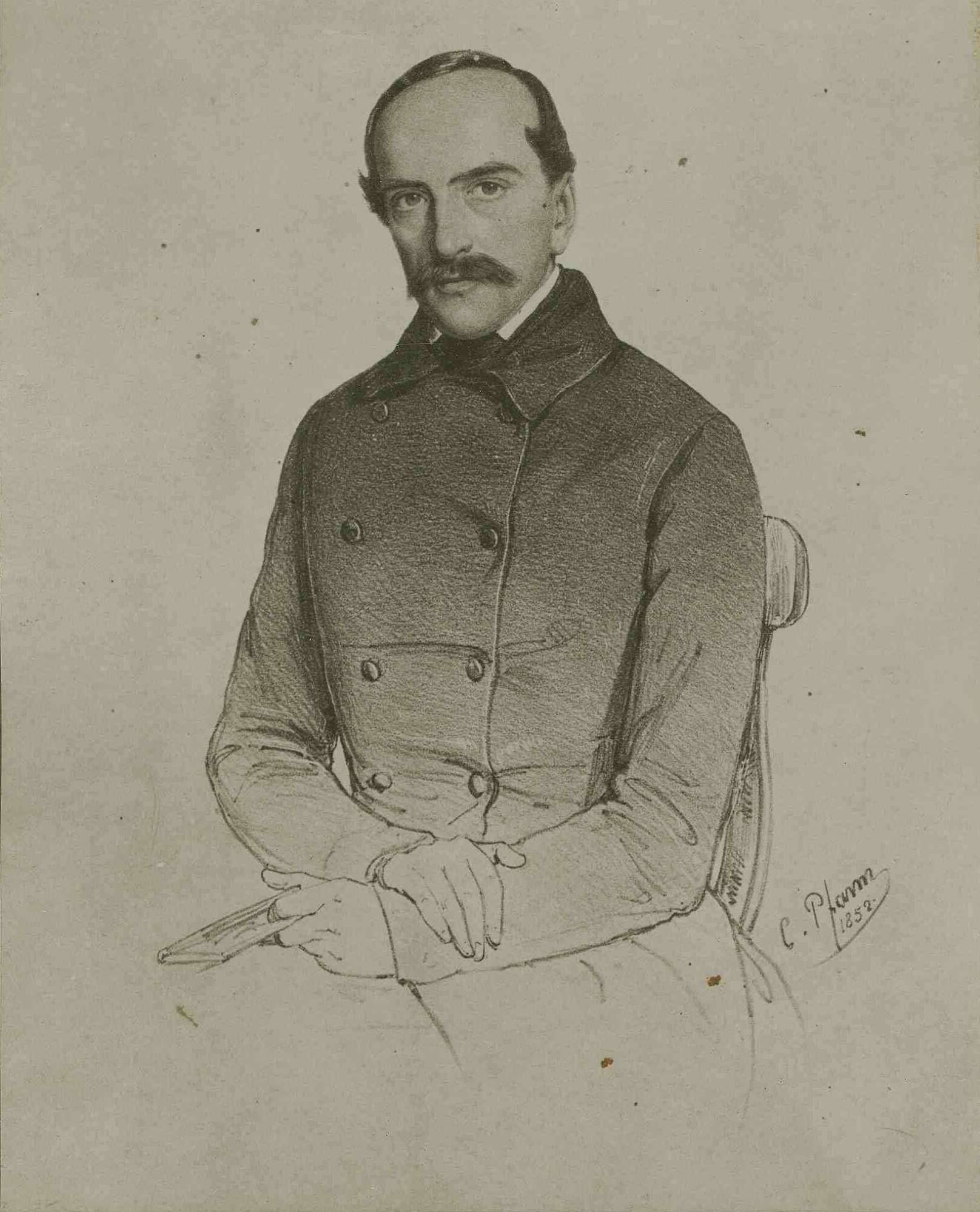
Oskar von Hardegg (1815–1877)

Oskar von Hardegg (* 19. Oktober 1815 in Ludwigsburg; † 25. August 1877 in Stuttgart) war ein württembergischer Generalleutnant sowie 1866/67 Kriegsminister.

## Leben
Hardegg war der fünfte Sohn des Obermedizinalrats und Leibarztes Johann Georg von Hardegg in Ludwigsburg. Sein Bruder war der Militärschriftsteller Julius von Hardegg.
Er wuchs in seiner Vaterstadt auf, besuchte das dortige Lyceum und seit März 1831 die Ludwigsburger Offiziersbildungsanstalt. Im April 1834 verließ er die Bildungsanstalt als Leutnant und trat in das 7. Infanterieregiment der Württembergischen Armee in Stuttgart ein. Nach einiger Zeit wurde er in das Pionierkorps versetzt, in welchem er 1842 zum Oberleutnant befördert wurde. Nun trat er in den Generalstab ein und rückte 1847 in den Rang eines Hauptmanns vor. Als der Generalleutnant Moriz von Miller am 2. Juli 1850 das Kriegsministerium übernahm, machte er Hardegg zu seinem Adjutanten. Im Laufe seiner Tätigkeit im Kriegsministerium wurde Hardegg 1850 zum Major, 1852 zum Oberstleutnant und 1856 zum Oberst befördert. Um wieder praktische Erfahrungen sammeln zu können, bat Hardegg nun um die Versetzung in ein Linieninfanterieregiment und wurde zum Kommandeur des 4. Infanterieregiments ernannt. In dieser Position war er vom 22. September 1856 bis zum 27. April 1857 tätig. Dann zum Generalmajor befördert, wurde Hardegg Brigadekommandeur und Vizegouverneur von Ulm. 1865 wurde er zum Generalleutnant, Divisionskommandeur und Gouverneur von Stuttgart befördert. Nach dem Rücktritt des Kriegsministers Kuno von Wiederhold am 5. Mai 1866 übernahm er die Leitung des Kriegsministeriums.

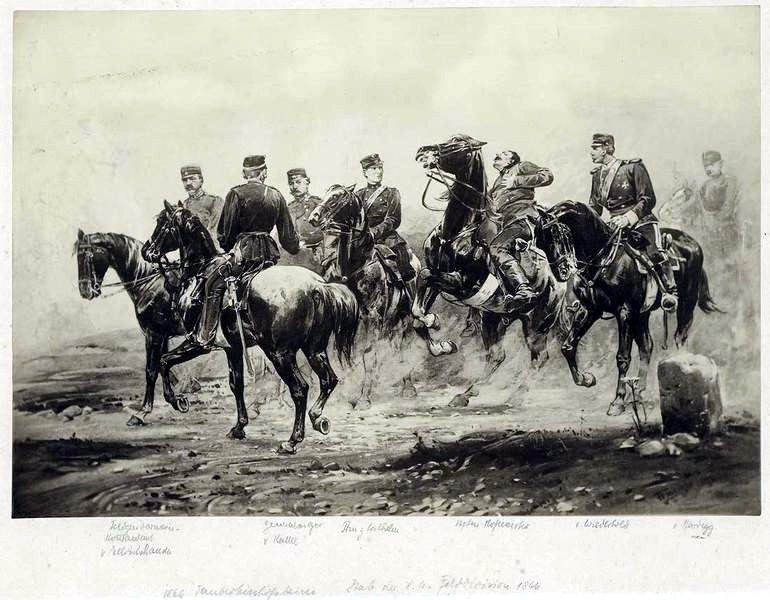
Oskar von Hardegg rechts im Hintergrund mit dem Stab der Kgl. Württ. Felddivision beim Gefecht bei Tauberbischofsheim, 1866

Bei Ausbruch des Deutschen Kriegs 1866 führte er als Kommandeur der Felddivision die Truppen in die Gefechte bei Tauberbischofsheim. Nach dem Ende der Feindseligkeiten kehrte er ins Stuttgarter Kriegsministerium zurück und trat im April 1867 anlässlich der Luxemburger Frage seinem Wunsch gemäß mit Pension in den Ruhestand.
Neben seinem Berufs- und Fachwissen pflegte Hardegg mit besonderer Liebhaberei die Musik sowohl als Pianist wie auch als Komponist. Eines seiner populärsten Kompositionen war das Lied „Schwarzes Band“. In den Jahren seines Ruhestands war der Jugendfreund und pensionierte Hofmusiker Keller einer seiner engsten Freunde.

## Familie
Oskar von Hardegg heiratete Ottilie Kausler, die Tochter des Oberst von Kausler. Aus der Ehe gingen zwei Kinder hervor. Die Tochter heiratete den bayerischen Oberst Freiherr von Freyberg-Eisenberg in Dillingen. Hardeggs Sohn wurde Hauptmann und Kompaniechef im 8. Württembergischen Infanterie-Regiment Nr. 126.

## Auszeichnungen und Ehrungen
- 1851 Ritterkreuz des Ordens der Württembergischen Krone
- 1864 Großkreuz des Friedrichs-Ordens[1]
- Ritterkreuz des Militärverdienstordens am 18. August 1866